# لي جاكس
لي جاكس (بالإنجليزية: Leigh Jakes)‏ (24 مارس 1988 في الولايات المتحدة - ) هي لاعبة كرة قدم أمريكية في مركز الدفاع. لعبت مع شيكاغو رد ستارز وKokkola Futis 10 ‏ وFalköpings KIK ‏ وNiceFutis ‏.

## وصلات خارجية
- لي جاكس على موقع قاعدة بيانات كرة القدم.إي يو (الإنجليزية)
- لي جاكس على موقع Soccerway.com (الإنجليزية)